# Alejo Montero
Alejo Gastón Montero (n. Buenos Aires, Argentina; 5 de mayo de 1998) es un futbolista argentino. Juega de volante y su equipo actual es Newell's Old Boys de la Primera División de Argentina.

## Carrera

### Vélez Sarsfield
Montero debutó como profesional en Vélez Sarsfield el 8 de febrero de 2019 en el empate 1-1 contra Huracán, ingresando a los 47 minutos del segundo tiempo por Leandro Fernández.

### Agropecuario
Tras un juicio a Vélez Sarsfield, Montero quedó libre y firmó como jugador de Agropecuario, equipo de la Primera Nacional. Debutó en el Sojero el 15 de septiembre de 2019 en la derrota por 2-1 ante Mitre de Santiago del Estero, ingresando por Mariano Miño a falta de 4 minutos para la finalización del partido. Convirtió su primer gol profesional al mes siguiente, cuando Agropecuario empató en Mendoza contra Independiente Rivadavia.

## Estadísticas

### Clubes
- Actualizado hasta el 8 de octubre de 2022.

| Vélez Sarsfield Argentina | 1.ª                 | 2018-19             | 1  | 0 | 0 | 0 | - | - | 1  | 0 | 0,00 |
| Vélez Sarsfield Argentina | Total club          | Total club          | 1  | 0 | 0 | 0 | - | - | 1  | 0 | 0,00 |
| Agropecuario Argentina | 2.ª                 | 2019-20             | 16 | 1 | 0 | 0 | - | - | 16 | 1 | 0,06 |
| Agropecuario Argentina | 2.ª                 | 2020                | 8  | 0 | - | - | - | - | 8  | 0 | 0,00 |
| Agropecuario Argentina | 2.ª                 | 2021                | 31 | 3 | - | - | - | - | 31 | 3 | 0,09 |
| Agropecuario Argentina | 2.ª                 | 2022                | 32 | 1 | 3 | 0 | - | - | 35 | 1 | 0,02 |
| Agropecuario Argentina | Total club          | Total club          | 87 | 5 | 3 | 0 | - | - | 90 | 5 | 0,05 |
| Total en su carrera | Total en su carrera | Total en su carrera | 88 | 5 | 3 | 0 | - | - | 91 | 5 | 0,05 |
| (1) Las copas nacionales se refiere a la Copa Argentina y la Copa de la Superliga Argentina. (2) Las copas internacionales se refiere a la Copa Libertadores y a la Copa Sudamericana. (3) Media de goles por encuentro. No incluye goles en partidos amistosos. |                     |                     |    |   |   |   |   |   |    |   |      |